# Lumpuria brancuccii
Lumpuria brancuccii är en tvåvingeart som beskrevs av Haenni 1988. Lumpuria brancuccii ingår i släktet Lumpuria och familjen dyngmyggor.
Artens utbredningsområde är Nepal. Inga underarter finns listade i Catalogue of Life.